# Xã Cairo, Quận Renville, Minnesota
Xã Cairo (tiếng Anh: Cairo Township) là một xã thuộc quận Renville, tiểu bang Minnesota, Hoa Kỳ. Năm 2010, dân số của xã này là 232 người.